# (653) Bérénice
Pour les articles homonymes, voir Bérénice.
(653) Bérénice, désignation internationale (653) Berenike, est un astéroïde de la ceinture principale.

## Description
(653) Bérénice, désignation internationale (653) Berenike, est un astéroïde de la ceinture principale découvert par Joel Hastings Metcalf le 27 novembre 1907 à Taunton. 
Il a été ainsi baptisé en hommage à Bérénice II, souveraine d'Égypte, épouse de Ptolémée III, d'après laquelle a été créée la constellation de la Chevelure de Bérénice.